# Středomoravský župní přebor 2000/2001
V soubojích 13. ročníku Středomoravského župního přeboru 2000/01 (jedna ze skupin 5. fotbalové ligy) se utkalo 16 týmů každý s každým dvoukolovým systémem podzim–jaro. Tento ročník začal v srpnu 2000 a skončil v červnu 2001.

## Nové týmy v sezoně 2000/01
- Z Divize D 1999/00 sestoupila do Středomoravského župního přeboru mužstva FCS Mysločovice a 1. FC Polešovice, z Divize E 1999/00 žádné mužstvo.
- Ze skupin I. A třídy Středomoravské župy 1999/00 postoupila mužstva FK Mutěnice, SK Vlachovice a SK Mogul Vacenovice.

## Konečná tabulka
Zdroje: 
| Poř. | Tým                            | Z  | V  | R  | P  | VG | OG | B  |
| ---- | ------------------------------ | -- | -- | -- | -- | -- | -- | -- |
| 1.   | FK Mutěnice (N)                | 30 | 23 | 7  | 0  | 78 | 24 | 76 |
| 2.   | TJ Baník Šardice               | 30 | 20 | 7  | 3  | 86 | 26 | 67 |
| 3.   | FC Morkovice                   | 30 | 16 | 5  | 9  | 63 | 39 | 53 |
| 4.   | FC Viktoria Otrokovice         | 30 | 15 | 2  | 13 | 64 | 51 | 47 |
| 5.   | FC Veselí nad Moravou          | 30 | 10 | 15 | 5  | 49 | 29 | 45 |
| 6.   | SK Mogul Vacenovice (N)        | 30 | 11 | 11 | 8  | 54 | 47 | 44 |
| 7.   | FC Velké Karlovice + Karolinka | 30 | 13 | 4  | 13 | 51 | 56 | 43 |
| 8.   | TJ Sokol Kateřinice            | 30 | 12 | 4  | 14 | 42 | 56 | 40 |
| 9.   | TJ Spartak Hluk                | 30 | 11 | 6  | 13 | 45 | 56 | 39 |
| 10.  | SK HS Hradčovice               | 30 | 10 | 9  | 11 | 42 | 47 | 39 |
| 11.  | ČSK Uherský Brod               | 30 | 9  | 8  | 13 | 40 | 45 | 35 |
| 12.  | FC Inpos Kostelec              | 30 | 9  | 7  | 14 | 34 | 47 | 34 |
| 13.  | 1. FC Polešovice (S)           | 30 | 8  | 10 | 12 | 40 | 54 | 34 |
| 14.  | SFK Břestek                    | 30 | 8  | 7  | 15 | 35 | 48 | 31 |
| 15.  | SK Vlachovice (N)              | 30 | 6  | 8  | 16 | 35 | 64 | 26 |
| 16.  | FCS Mysločovice (S)            | 30 | 2  | 4  | 24 | 18 | 97 | 10 |

Poznámky:
- Z = Odehrané zápasy; V = Vítězství; R = Remízy; P = Prohry; VG = Vstřelené góly; OG = Obdržené góly; B = Body; (S) = Mužstvo sestoupivší z vyšší soutěže; (N) = Mužstvo postoupivší z nižší soutěže (nováček)

|  | Postup do Divize D 2001/02                                  |
|  | Přihláška do I. A třídy Středomoravské župy – sk. B 2001/02 |
|  | Sestup do I. A třídy Středomoravské župy – sk. A 2001/02    |